# Замок Белси
Замок Белси (англ. Belsay Castle) — средневековое укрепление, расположено на севере Англии в графстве Нортумберленд.

## История
Замок был построен между 1439 и 1460 годами и на протяжении нескольких веков принадлежал семье Миддлтон, которая владела прилегающими землями с 1270-х годов. Постоянно перестраивая и совершенствуя замок, Миддлтоны жили там вплоть до 1817 года, а затем перебрались в Белси-холл — более современный дом, воздвигнутый рядом. Замок хорошо сохранился — массивное четырёхъярусное сооружение по-прежнему увенчано четырьмя сторожевыми башнями, а внутри него расположены кухня, большая зала и шесть небольших комнат.